# Aldeia de São Francisco de Assis
Aldeia de São Francisco de Assis is een plaats (freguesia) in de Portugese gemeente Covilhã en telt 692 inwoners (2001).